# SOCS

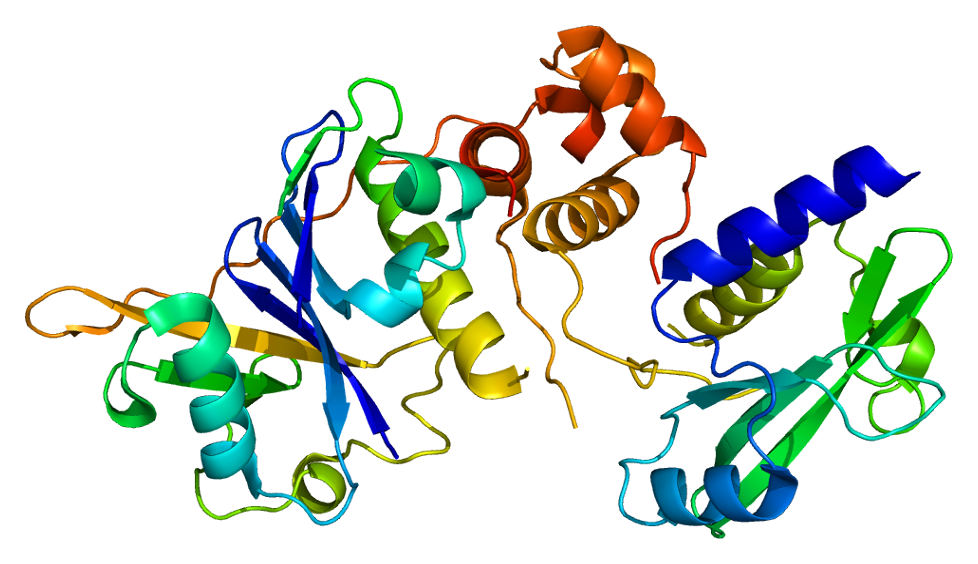
Structure de la protéine SOCS2.

Les SOCS (acronyme de suppressor of cytokine signaling) sont une famille de protéines, codées par des gènes du même nom, qui chez les mammifères ont en commun de supprimer les signaux cytokiniques. 
Ils contribuent donc à réduire l'inflammation ou l'apoptose induite par le système immunitaire pour combattre les infections. 
Leur absence — ou une mutation non- fonctionnelle  — peut être létale.